# نصرالله بن شقیر
ابوالفتح، نصرالله بن عبدالمُنعِم تنوخی شهرت‌یافته به نصرالله بن شقیر و لقب‌گرفته به شرف‌الدین (۱۲۰۷م- ۱۲۷۴م) محدث، فقیه، ادیب و شاعر شامی در سدهٔ هفتم هجری بود. «إیقاظ الوَسنان فی تفضیل دمشق علی سائر البُلدان» از آثار اوست.